# بيجق
بيجق هي قرية في مقاطعة مشكين شهر، إيران. يقدر عدد سكانها بـ 928 نسمة بحسب إحصاء 2016.